# Sorja Luhansk
Der FK Sorja Luhansk (ukrainisch ФК Зоря Луганськ, englisch Zorya Luhansk; russisch ФК Заря Луганск FK Sarja Lugansk), früher Sorja Woroschilowgrad und Sorja-MALS, ist ein Fußballverein aus Luhansk, Ukraine.

## Geschichte

### Sowjetunion
Seine größten Erfolge feierte der Club während der 1970er Jahre, als die Stadt noch Woroschylowhrad hieß. Der Verein war damals Erstligist und gewann 1972 als eine von insgesamt nur drei ukrainischen Mannschaften, neben Dynamo Kiew und Dnipro Dnipropetrowsk, die Meisterschaft der UdSSR. Zudem stand die Mannschaft 1974 und 1975 im Endspiel des Pokals der Sowjetunion. Insgesamt spielte Sorja 14 Jahre lang in der höchsten Liga der UdSSR und belegt den 20. Platz in der ewigen Bestenliste der UdSSR.

### Ukraine

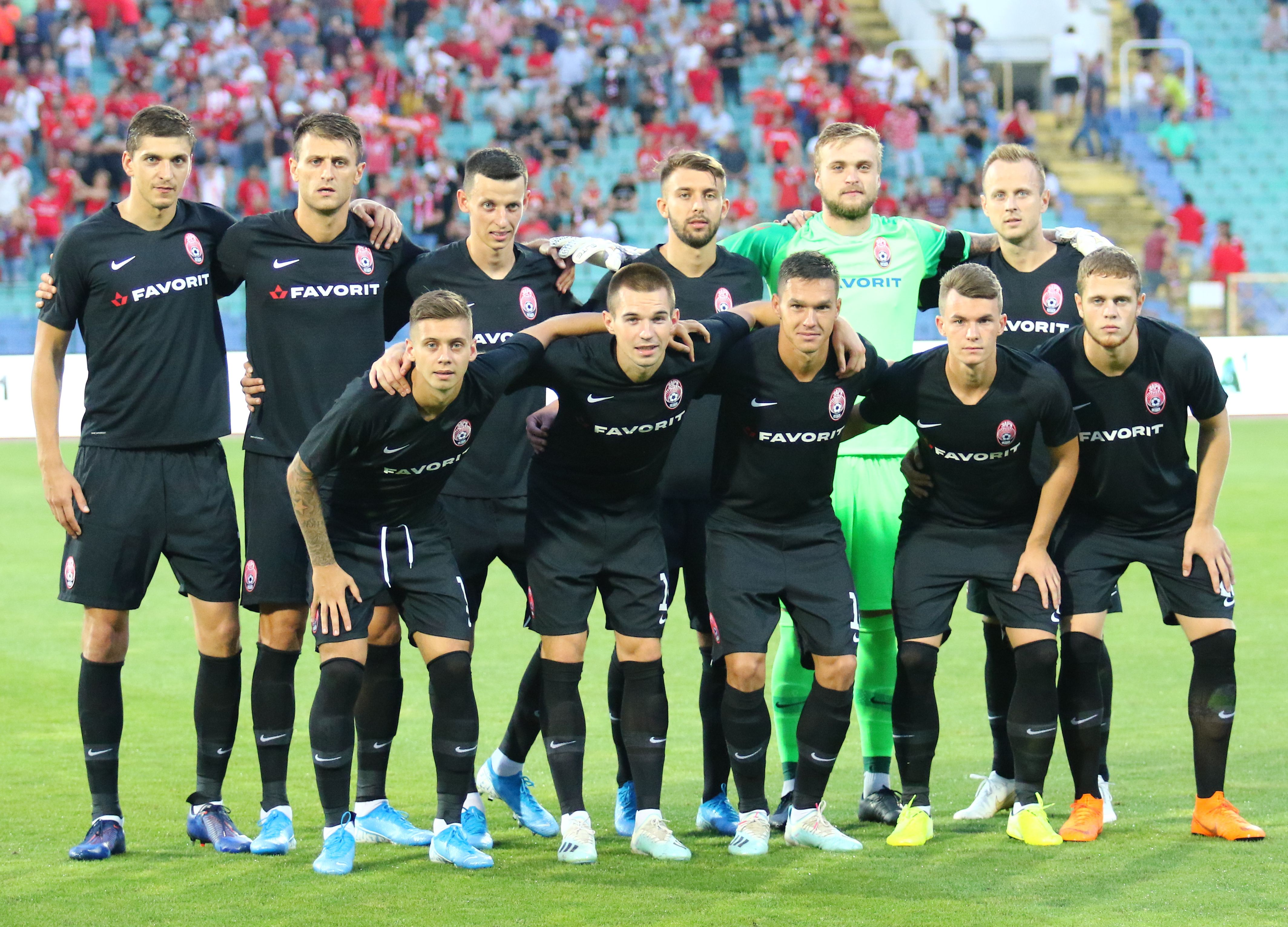
FC Sorja Luhansk – 2019

Nach der Auflösung der Sowjetunion war Sorja im Jahre 1992 eines der 20 Gründungsmitglieder der neuen Wyschtscha Liha. Dort spielte der Klub fünf Spielzeiten lang, bevor er nach der Saison 1995/96 als Tabellen-Achtzehnter in die zweitklassige Perscha Liha abstieg, wo die Mannschaft zwei Spielzeiten verbrachte, ehe der weitere Abstieg in die drittklassige Druha Liha folgte. Nach zehn Jahren der Unterklassigkeit spielt Sorja Luhansk seit der Saison 2006/07 wieder in der höchsten ukrainischen Spielklasse, wo das Team zunächst im unteren Mittelfeld der Tabelle anzutreffen war, sich aber 2014 erstmals einen Platz in der Qualifikation zur UEFA Europa League erkämpfen konnte. Sorja setzte sich hierbei gegen KF Laçi und Molde FK durch, unterlag aber im Anschluss Feyenoord Rotterdam knapp.
Wegen des Krieges in der Ostukraine trägt Sorja seit der Saison 2014/15 seine Heimspiele in Saporischschja aus. Der Verein kam in der Liga zum vierten Tabellenplatz und spielte erneut in der Qualifikation zur Europa League. Nach zwei Siegen über Sporting Charleroi setzte es erneut das Aus in der Playoff-Runde. Diesmal gab es zwei Niederlagen gegen Legia Warschau. In der Saison 2015/16 konnte man nach einer 0:1-Hinspielniederlage gegen FK Dnipro mit 2:0 im Rückspiel siegen und erreichte so das Finale im ukrainischen Pokal. Dort unterlag man jedoch Schachtar Donezk mit 0:2. In der Liga belegte man erneut Platz 4 in der Tabelle.
Da dem FK Dnipro die Lizenz zur Teilnahme am Europapokal entzogen wurde, durfte Sorja direkt in die Gruppenphase der UEFA Europa League 2016/17 nachrücken. Der Verein spielte in einer schwierigen Gruppe gegen Fenerbahçe Istanbul, Manchester United und Feyenoord Rotterdam und wurde dort mit zwei Punkten Letzter. In der Premjer-Liha 2016/17 gelang dem Verein erstmals der dritte Tabellenplatz, womit man einzig die beiden größten ukrainischen Vereine Schachtar Donezk und Dynamo Kiew hinter sich ließ. Der Verein nahm damit erneut an der Europa-League-Gruppenphase teil, in der man mit einem 1:0 gegen Athletic Bilbao den ersten Sieg in einem Europacup-Spiel erzielen konnte. Es folgte im direkten Anschluss ein 2:1 über Hertha BSC. Die übrigen Gruppenspiele verlor man aber allesamt, am Ende stand Sorja hinter Bilbao und dem Östersunds FK auf Platz 3 vor der Hertha aus Berlin.
Die Saison 2017/18 wurde auf dem vierten Platz in der Liga beendet, womit der Verein wieder den Umweg über die Qualifikationsspiele zur UEFA Europa League 2018/19 nehmen musste. Dabei setzte es zwei Remis gegen Sporting Braga, im Endeffekt sorgte die Auswärtstorregel für den Aufstieg in die Playoff-Runde. In dieser unterlag man RB Leipzig knapp. Auch für die Gruppenphase der UEFA Europa League 2019/20 qualifizierte man sich nicht. Nach dem Überwinden von Budućnost Podgorica und ZSKA Sofia setzte es das erneute Aus in der Playoff-Runde gegen Espanyol Barcelona.
Am vorletzten Liga-Spieltag der Saison 2019/20 verspielte man mit einer 1:3-Niederlage gegen Dynamo Kiew den zweiten Platz und beendete die Saison erneut als Dritter. Der Verein nahm zumindest an der Gruppenphase der UEFA Europa League 2020/21 teil, wo man gegen Leicester City, Sporting Braga und AEK Athen antrat. Es reichte für zwei Siege, jedoch verlor man alle anderen Gruppenspiele. Am Ende belegte Sorja erneut Platz 3 und schied aus. Auf nationaler Ebene konnte man in der Saison 2020/21 erneut eine ordentliche Leistung verbuchen. Neben dem erneuten dritten Platz in der Liga konnte man im Pokal zum zweiten Mal das Finale erreichen, nachdem man den FK Oleksandrija im Elfmeterschießen bezwang. Im Endspiel unterlag man Dynamo Kiew erst in der Verlängerung mit 0:1. Sorja nahm an der Playoff-Runde der Europa-League-Qualifikation teil und unterlag erneut, diesmal gegen den SK Rapid Wien. Aber auch in der neu gegründeten UEFA Europa Conference League konnte der Verein aus Luhansk die Gruppenphase nicht überwinden. Zwar gab es zwei Siege gegen Schlusslicht ZSKA Sofia, jedoch blieb man gegen die beiden Aufsteiger AS Rom und FK Bodø/Glimt ohne Sieg und schied als Drittplatzierter aus.
In der Saison 2021/22 wurden alle nationalen Wettbewerbe aufgrund des Russischen Überfalls auf die Ukraine im März abgebrochen. Sorja stand zu diesem Zeitpunkt auf dem vierten Tabellenplatz und nahm damit an der Qualifikation zur UEFA Europa Conference League 2022/23 teil. Nach einem 1:0-Hinspielsieg unterlag man FC Universitatea Craiova im Rückspiel mit 0:3. In der Premjer-Liha 2022/23 reichte es zu Platz 3, der Verein litt aber weiterhin an seiner Schwäche in den Qualifikationsspielen. Diesmal setzte es in der Playoff-Runde der Europa-League-Qualifikation das Aus gegen Slavia Prag. Der Verein spielte aber dennoch in der Gruppenphase der Europa Conference League, wo man in einer Gruppe mit Maccabi Tel Aviv, KAA Gent und Breiðablik Kópavogur spielte. Gegen Breiðablik gelangen zwei Siege, jedoch blieb man gegen die Klubs aus Tel Aviv und Gent sieglos und schied als Drittplatzierter aus. In der Premjer-Liha 2023/24 fiel Sorja Luhansk weit zurück auf den zehnten Platz und verpasste damit erstmals seit elf Jahren das internationale Geschäft.

## Erfolge
- Ukrainischer Pokalfinalist: 2015/16, 2020/21

## Trainer
- József Szabó (1977)
- Viktor Skripnik (2019–2022)[2]